# Museo Arqueológico de Izmir
El Museo Arqueológico de Izmir es uno de los museos arqueológicos de Turquía. Está ubicado en la ciudad de Izmir, situada en la provincia de su mismo nombre.  

## Historia
El museo fue inaugurado en 1927 y estuvo inicialmente ubicado en la iglesia de Agia Vukla. La necesidad de un mayor espacio para albergar los hallazgos de las excavaciones en los yacimientos arqueológicos de la zona provocó que en 1951 se acondicionara un pabellón en Kültürpark para el museo. En 1984 se trasladó a un edificio de nueva construcción que se encuentra en el Parque Bahribaba. Este nuevo edificio consta de tres plantas, con funciones de espacios administrativos, laboratorio, biblioteca, almacenes y salas de exposición.

## Colecciones
El museo contiene una colección de objetos arqueológicos de las zonas próximas al mar Egeo procedentes de las antiguas ciudades de Esmirna, Mileto, Halicarnaso, Clazómenas, Focea, Eritras, Pitane, Mirina, Teos, Yaso y Pérgamo, entre otras, que permiten exponer la historia de la región en la Antigüedad.
La planta baja del museo alberga sarcófagos, entre los que destacan los procedentes de Clazómenas, y estelas funerarias, cuya colección es muy rica, especialmente la perteneciente al periodo helenístico tardío. También son destacables los restos de decoración escultórica del Mausoleo de Belevi.
La primera planta del museo alberga estatuas y bustos, así como otras piezas artísticas de menor tamaño, colocadas en orden cronológico. Es destacable la estatua de un atleta, procedente de Cime.
La segunda planta alberga obras procedentes de varios lugares de Anatolia occidental entre las que se hallan figurillas, piezas de cerámica, lámparas, monedas y joyas. Su cronología abarca desde la Prehistoria hasta el periodo bizantino.
|                                                        |
| Vasija ceremonial de principios de la Edad del Bronce. |

|                                                |
| Sarcófago procedente de la antigua Clazómenas. |

|                                                    |
| Estatua de bronce de Deméter procedente de Bodrum. |

|                                      |
| Pendientes de oro del siglo IV a. C. |

|                                                   |
| Estatua de bronce de un atleta; hacia 50-30 a. C. |